# Helene Reimann
Helene Reimann (* 1893 in Breslau; † 1987 in Bayreuth) war eine deutsche Künstlerin der Art brut. Ihre Werke befinden sich in der Sammlung Aracine in Villeneuve-d’Ascq.

## Leben
Helene Reimann wurde 1893 in Breslau geboren. Sie war Mutter von sieben Kindern und Schuhverkäuferin. Nach 1938 wurde sie mehrfach in psychiatrischen Kliniken in Schlesien, später in Deutschland behandelt. Sie überlebte die Krankenmorde in der Zeit des Nationalsozialismus und die Aktion T4, indem sie sich bei einer ihrer Töchter versteckte.
In die Psychiatrische Klinik Bayreuth wurde sie 1949 eingewiesen und dort blieb sie auch bis zu ihrem Tod. Sie zog sich zurück, sprach vor sich hin und verbrachte die meiste Zeit mit dem Zeichnen. Die Zeichnungen entstanden auf dem Nachttisch, neben ihrem Bett. Sie zeichnete Gegenstände aus ihrem Alltag, wie Schuhe, Kleider, Tiere, Möbel, Blumen und Früchte. Zunächst wurden ihre Arbeiten vom Personal weggeworfen. Um sie zu schützen, verbarg Helene Reimann ihre Arbeiten unter ihrem Kopfkissen. Im Jahr 1975 entdeckte der Direktor der Anstalt, Professor Dr. Felix Böcker, ihre Zeichnungen. Er untersagte dem Personal diese zu vernichten und sammelte sie. Die Werke wurden danach im Bayreuther Krankenhaus ausgestellt. Reimann erklärte Böcker, sie benötige die Zeichnungen, um nicht zu vergessen. Für ihre Zeichnungen benutzte sie Lineal und Schablonen für Umrisse. Diese malte sie zum Teil mit Farbstiften aus. Sie tilgte mit diesem rationalen Vorgehen Zufälligkeiten in den Zeichnungen und nahm dadurch auch den dargestellten Lebewesen ihre Lebendigkeit.
Ihre Werke befinden sich in der Sammlung Aracine in Villeneuve-d’Ascq.

## Ausstellungen
- Les Chemins de l’art brut à Saint-Alban (Lozère): Trait d’union, LaM – Lille Métropole, musée d’art moderne, d’art contemporain et d’art brut, Villeneuve d’Ascq, 2007
- art brut – collection abcd/Bruno Decharme, La Maison Rouge, Paris, 2014
- Es Baluard Museu d’Art Modern, Palma de Mallorca
- Centre d’art contemporain d’Ivry – le Credac, Ivry-sur-Seine
- Gewächse der Seele – Pflanzenfantasien zwischen Symbolismus und Outsider Art, Berlin 2019[4]
- L’Âme primitive, Musée Zadkine, Paris, Jahr 2021